# Acanthostomidae
Acanthostomidae är en familj av plattmaskar. Acanthostomidae ingår i klassen Neodermata, fylumet plattmaskar och riket djur.